# 姚雪垠长篇历史小说奖
姚雪垠长篇历史小说奖是根据著名历史小说作家姚雪垠的遗愿用其50万元人民币稿酬作为奖金，并且建立“姚雪垠长篇历史小说奖励基金”，颁发“姚雪垠长篇历史小说奖”，奖项每四年一届，但自2007年後迄今未再進行第三屆評獎。

## 背景
1999年，姚雪垠先生逝世，根据其生前遗愿，用其50万元人民币稿酬作为奖金，建立“姚雪垠长篇历史小说奖励基金”，颁发“姚雪垠长篇历史小说奖”，2003年首届。

## 评选宗旨
|  | 力求以历史科学与小说艺术的有机结合为基准，要求获奖作品必须具备深刻的思想性、严肃的历史性和高超的艺术性。 |

## 评选规则
1979年之后中国大陆出版社正式出版的长篇历史小说，题材必须在辛亥革命之前，作品字数必须20万字之上，每四年颁发一届。

## 历届得奖者和作品

### 第一届（2003）
- 《曾国藩：血祭·野焚·黑雨》，唐浩明
- 《梦断关河》，凌力
- 《张居正》，熊召政
- 《汴京风骚：晨钟卷·午朝卷·暮鼓卷》，颜廷瑞
- 《乾隆皇帝》，二月河

### 第二届（2007）
- 《漕运码头》，王梓夫
- 《张之洞》，唐浩明
- 《蒙古帝国》，包丽英